# Leptocerus charopantaja
Leptocerus charopantaja är en nattsländeart som beskrevs av Schmid 1987. Leptocerus charopantaja ingår i släktet Leptocerus och familjen långhornssländor. Inga underarter finns listade i Catalogue of Life.